# والتر هینتس
والتر هینتس (به آلمانی: Walther Hinz) (متولد ۱۹ نوامبر ۱۹۰۶ در اشتوتگارت - درگذشت در ۱۲ نوامبر ۱۹۹۲ در گوتینگن) یکی از دانشمندان شاخص در میان ده‌ها ایران‌شناس بزرگ آلمانی است که در دو سده گذشته، پژوهش‌های بنیادین و بی‌همتایی را به جهان ایران‌شناسی عرضه داشتند.
هینتس (۱۹۰۶–۱۹۹۲) ایران‌شناسی پرکار و به ویژه متخصص خط و زبان‌های ایرانی و تمدن ایلام بود. او در بسیاری از حوزه‌های مطالعات ایرانی (همچون تاریخ و تمدن هخامنشیان و ساسانیان، زرتشت‌شناسی، کتیبه‌شناسی، تاریخ صفویه و علم اوزان و مقادیر)، صاحب پژوهش‌هایی ناب و گسترده بود که در کتاب‌ها و مقاله‌های بی‌شماری از او منتشر شده‌اند. هر چند که بسیاری از این دستاوردها در میان ایرانیان به کلی ناشناخته و مهجور مانده‌است.

## زندگی‌نامه
هینتس در خانواده‌ای بازرگان به دنیا آمد. او مطالعات روزنامه‌نگاری، اروپای شرقی‌شناسی، اسلاوشناسی در دانشگاه لایپزیگ، دانشگاه مونیخ و دانشگاه پاریس یادگرفت. در ۱۹۳۰، او دکترای دانشگاه لایپزیگ را به خاطر رساله‌اش بر تاریخ و فرهنگ روسیه در دوران تزار پتر کبیر (۱۹۳۳) به‌دست آورد. در حین تکمیل این تز بود که توجه او به‌طور فزاینده معطوف به ایران گردید و سبب شد که زمینه تحقیقاتش را به ایران‌شناسی تغییر دهد. معلم اصلی او در این زمینه تحقیق جدید، هانس هاینریش شدر بود که در ۱۹۳۱ از لایپزیگ به برلین مهاجرت کرد. بعد از اتمام مطالعاتش، هینتس در وزارت آموزش عهده‌دار مقام دولتی در برلین شد و در ۱۹۳۴ او استوارنامه شایستگی تدریس دانشگاه در مطالعات اسلامی را (تحت مربی‌گری شدر) به‌دست آورد. سرانجام در ۱۹۳۷، هینتس مقام پروفسور بدون کرسی (از ۱۹۴۱، استاد تمام) را در تاریخ و فرهنگ خاورمیانه در دانشگاه گوتینگن به‌دست آورد.
هینتس در جنگ جهانی دوم وارد ورماخت شد و از سال ۱۹۴۲ تا ۱۹۴۵ در ترکیه به‌سر برد و با استفاده از این فرصت مجموعه خطی کتابخانه استانبول را کاوید. او عضو اس آ و فدراسیون معلمان ناسیونال سوسیالیست آلمان بود.
او در جریان جنگ به عنوان یک افسر ضداطلاعاتی خدمت کرد و پس از جنگ مدتی مجبور به کار اجباری شد و در پی آن. به دلیل محرومیت او از تدریس توسط دولت نظامی بریتانیا، او مجبور به درآوردن خرج زندگی از راه شغلی دیگر شد.
وی گاهی به عنوان مترجم و از ۱۹۵۰ به عنوان دبیر سیاسی روزنامه‌ای در گوتینگن شد. (۱۹۵۷_۱۹۵۰). در سال ۱۹۵۷ دوباره استاد کرسی دار و رئیس بخش ایرانشناسی دانشگاه گوتینگن شد و تا هنگام بازنشستگی این مقام را با حیثیت و آوازهٔ جهانی حفظ کرده‌است. او سال بعد از دانشگاه تهران دکترای افتخاری دریافت کرد.
هینتس در مقدمه کتاب داریوش و ایرانیان آورده‌است: «من در تلاش برای توصیف تاریخ و فرهنگ ایران باستان در چارچوبی روشن و شفاف، خود را شاگرد سپاسگزار یاکوب بورکهارت می‌شناسم.»
هینتس پس از سال ۱۹۶۰ بیش از پیش به موضوعات ایران باستان علاقه یافت و تا حدود بسیار زیادی از مطالعات پیشین خود در تاریخ عصر جدید دست کشید. علاقهٔ روزافزون او از آن پس به مطالعه دربارهٔ تمدن و زبانهای هخامنشیان و ایلام باستان گرائیده است.
والتر هینتس با اینکه باستان‌شناس نبود عضو انستیتوی باستان‌شناسی آلمان نیز بود. وی شاگردان زیادی را در زمینه ایرانشناسی تربیت کرد که هریک از آن‌ها برای روشن‌تر شدن گوشه‌ای تاریک از تاریخ این سرزمین کوشیدند، هاید ماری کخ با کتاب «از زبان داریوش» با ترجمه و بررسی گل نوشته‌های ایلامی پژوهش در تاریخ اقتصادی_اجتماعی هخامنشیان را تا حد زیادی آسان کرد. نجات گویونچ، میرکمال بنی پور، پاول لوفت، هاینتس گئورگ نیز شاگرد هینتس بودند که پیرو مکتب «اشپولر، هینتس، رومر» بودند. اما یکی از برجسته‌ترین شاگردان هینتس دکتر پرویز رجبی است که حدود چهارده سال شاگرد وی بوده‌است. هزاره‌های گمشده و جشن‌های ایرانی از تألیفات اوست.
تاکنون کتاب «دنیای گمشده ایلام» (ترجمه فیروز فیروزنیا، ۱۳۷۱) از او به زبان فارسی منتشر شده بود.
«یافته‌های تازه از ایران باستان»، «داریوش و ایرانیان»، «سفرنامه ایران» و «فرمانروایی ایلام» از جمله آثار معروف او می‌باشد.
وی در سال ۱۹۹۲ درگذشت.

## آثار
1. کتاب شاه اسماعیل دوم صفوی، ترجمه کیکاووس جهانداری(۱۳۸۱ چاپ اول) تهران، انتشارات علمی فرهنگی.
2. تشکیل دولت ملی در ایران، ترجمه کیکاووس جهانداری، ۱۳۶۱(چاپ دوم) تهران، خوارزمی
3. اوزان و مقیاسها در اسلام، ترجمه و حواشی: غلامرضا ورهرام، مؤسسه مطالعات و تحقیقات فرهنگی، چاپ اول، تهران -۱۳۶۸
4. شهریاری ایلام، ترجمه پرویز رجبی، ۱۳۸۷(چاپ اول) تهران: نشر ماهی
5. داریوش و ایرانیان، ترجمه پرویز رجبی ۱۳۸۷(چاپ اول)، تهران، نشر ماهی
6. یافته‌های تازه از ایران باستان. ترجمه: پرویز رجبی، تهران ۱۳۸۵، ققنوس